# 张学文 (1938年)
张学文（1938年—），男，哈尼族，云南元江人，中华人民共和国政治人物，曾任红河哈尼族彝族自治州人民政府州长，云南省政协副主席。